# Mistrzostwa Azji w Judo 2016
Mistrzostwa Azji rozegrano w Taszkencie w Uzbekistanie w dniach 15–17 kwietnia.

## Tabela medalowa
Gospodarz zawodów został zaznaczony kolorem.
| Poz.  | Państwo          |    |    |    | Łącznie |
| ----- | ---------------- | -- | -- | -- | ------- |
| 1.    | Japonia          | 5  | 3  | 5  | 13      |
| 2.    | Mongolia         | 4  | 3  | 6  | 13      |
| 3.    | Kazachstan       | 3  | 2  | 6  | 11      |
| 4.    | Uzbekistan       | 1  | 3  | 3  | 7       |
| 5.    | Korea Południowa | 1  | 2  | 0  | 3       |
| 6.    | Chiny            | 1  | 1  | 5  | 7       |
| 7.    | Tadżykistan      | 1  | 0  | 0  | 1       |
| 8.    | Iran             | 0  | 1  | 1  | 2       |
| 9.    | Liban            | 0  | 1  | 0  | 1       |
| 10.   | Korea Północna   | 0  | 0  | 2  | 2       |
| 11.   | Chińskie Tajpej  | 0  | 0  | 1  | 1       |
| .     | Jordania         | 0  | 0  | 1  | 1       |
| .     | Kirgistan        | 0  | 0  | 1  | 1       |
| .     | Turkmenistan     | 0  | 0  | 1  | 1       |
| Razem | Razem            | 16 | 16 | 32 | 64      |

## Mężczyźni
| Waga      | Złoto: | Srebro: | Brąz: | Brąz:                                                        |
| 60 kg     | Jełdos Smietow | Diyorbek Urozboyev | Cend-Ocziryn Cogtbaatar | Yuma Oshima                                                  |
| 66 kg     | Dovdony Altansükh | Alireza Khojasteh | Dawaadordżijn Tömörchüleg | Jełdos Żumakanow                                             |
| 73 kg     | Soichi Hashimoto | Didar Chamza | Sun Shuai | Mirali Sharipov                                              |
| 81 kg     | Nyamsürengiin Dagvasüren | Nacif Elias | Sa’id Mollaji | Aziz Kałkamanuły                                             |
| 90 kg     | Komronshokh Ustopiriyon | Yūsuke Kobayashi | Ibrahim Khalaf | Cheng Xunzhao                                                |
| 100 kg    | Najdangijn Tüwszinbajar | Soyib Qurbonov | Ramziddin Sayidov | Maksim Rakow                                                 |
| +100 kg   | Kokoro Kageura | Abdullo Tangriyev | Jerżan Szynkiejew | Jurij Krakowiecki                                            |
| Drużynowo | Uzbekistan · Rishod Sobirov · Sharafuddin Lutfillaev · Mirzokhid Farmonov · Mirali Sharipov · Shakhzodbek Sabirov · Yakhyo Imomov · Sherali Juraev · Dilshod Choriyev · Abdullo Tangriyev · Soyib Qurbonov | Mongolia · Altansukh Dovdon · Dawaadordżijn Tömörchüleg · Ganbaataryn Odbajar · Dagvasuren Nyamsuren · Otgonbaataryn Uuganbaatar · Lchagwasürengijn Otgonbaatar · Battulgyn Temüülen · Najdangijn Tüwszinbajar | Kazachstan · Żansaj Smagułow · Almaz Altynbek Uulu · Tariel Usenov · Dastan Ykybayev · Vladimir Zoloev · Aziz Kałkamanuły · Azamat Bektursunov · Dauletkhan Zhakypov · Jerżan Szynkiejew | Japonia · Soichi Hashimoto · Kenya Kohara · Yūsuke Kobayashi |

## Kobiety
| Waga      | Złoto:                                                                           | Srebro: | Brąz: | Brąz:                                                                    |
| 48 kg     | Galbadrachyn Otgonceceg                                                          | Mönchbatyn Uranceceg | Funa Tonaki | Kim Sol-mi                                                               |
| 52 kg     | Ai Shishime                                                                      | Ma Yingnan | Gulbadam Babamuratowa | Mönchbaataryn Bundmaa                                                    |
| 57 kg     | Dordżsürengijn Sumjaa                                                            | Kim Jan-di | Lien Chen-ling | Anzu Yamamoto                                                            |
| 63 kg     | Marian Urdabajewa                                                                | Megumi Horikawa | Tserennadmid Tsend-Ayush | Yang Junxia                                                              |
| 70 kg     | Yoko Ono                                                                         | Kim Seong-yeon | Gulnoza Matniyazova | Zhou Chao                                                                |
| 78 kg     | Zhang Zhehui                                                                     | Rika Takayama | Sol Kyong | Pürewdżargalyn Lchamdegd                                                 |
| +78 kg    | Kim Min-jeong                                                                    | Gülżan Isanowa | Javzmaa Odkhuu | Manami Inoue                                                             |
| Drużynowo | Japonia · Ai Shishime · Anzu Yamamoto · Megumi Tsugane · Yoko Ono · Manami Inoue | Mongolia · Adjaasambuugijn Colmon · Sumiya Dorjsuren · Tserennadmid Tsend-Ayush · Cend-Ajuuszijn Narandżargal · Javzmaa Odkhuu · Pürewdżargalyn Lchamdegd | Kazachstan · Lenariya Mingazova · Anna Kazyulina · Marian Urdabajewa · Dilbar Umiraliyeva · Zhanar Kashkyn · Albina Amangeldiyeva · Gülżan Isanowa | Chiny · Ma Yingnan · Lu Tongjuan · Yang Junxia · Zhang Zhehui · Chen Fei |